# Chalid ibn al-Walid
Chalid ibn al-Walid, arab. خالد بن الوليد (pełne imię: al-Chalid ibn al-Walid ibn al-Mughira al-Machzumi, zm. 642 w Himsie lub Medynie) – arabski wódz okresu podbojów.

## Życiorys
Podobnie jak w przypadku innych postaci z wczesnego okresu islamu właściwie wszystkie nasze wiadomości na temat Chalida pochodzą z bardzo późno spisanej arabskiej tradycji, której z reguły nie można w żaden sposób zweryfikować. Zgodnie z tą tradycją Chalid ibn al-Walid należał do rodu Machzum, obok Umajjadów i Haszymitów jednego z trzech najznaczniejszych rodów ówczesnej Mekki. Jego ojcem był al-Walid ibn al-Mughira, brat przywódcy Machzum, Hiszama ibn al-Mughiry. Machzum byli głównymi organizatorami mekkańskiej opozycji przeciwko Mahometowi, a Al-Walid miał być jednym z szyderców (al-mustahzi'un), przeciwko którym były wymierzone wersety Koranu.
Chalid walczył przeciwko muzułmanom w bitwie pod Uhud i to jego manewrowi na tyły przeciwnika mekkańczycy zawdzięczali zwycięstwo. W roku 627 lub 629 nawrócił się jednak na islam i brał udział w bitwie pod Mutą, gdzie po śmierci wyznaczonych przez Mahometa dowódców wyprowadził z pola bitwy resztę rozbitych oddziałów. To po tej bitwie miał otrzymać od Proroka tytuł Miecz Boga (Sajf Allah), często przywoływany w późniejszej tradycji. Brał także udział w zajęciu Mekki i po tym wydarzeniu Mahomet powierzył mu misję zniszczenia świątyni Al-Uzzy w Batn Nachli, a następnie wysłał przeciwko szczepowi Banu Dżazima. Chalid miał ich przekonać do przyjęcia islamu, po czym wykorzystując zdobyte zaufanie zdradziecko wymordować, co spotkało się z potępieniem Proroka, który nakazał Alemu zapłacenie ceny krwi. W roku 630 Mahomet wysłał go do Dumat al-Dżandal, gdzie Chalid pojmał miejscowego władcę al-Ukajdira i odesłał go do Medyny. W roku 631 Chalid został wysłany z misją wezwania do nawrócenia na islam Banu al-Haris z Jemenu.
Kiedy po śmierci Proroka doszło do masowego odstępstwa (ridda) od islamu, Abu Bakr wysłał Chalida przeciwko buntownikom. Zgodnie z tradycją miał on wtedy popełnić dwa kolejne występki, po pierwsze w wyniku nieporozumienia zabijając muzułmanów, a po drugie następnie żeniąc się z wdową po jednej z ofiar. Abu Bakr jednak mu przebaczył i Chalid dowodził muzułmanami przeciwko Musajlimie w Jamamie. Bezpośrednio z Jamamy lub poprzez Medynę udał się do Iraku, by wesprzeć wodza plemienia Banu Szajban, Musannę, w walce przeciwko siłom Sasanidów. W Iraku Chalid zdobył Al-Hirę, starożytną stolicę Lachmidów, by następnie przekroczyć Pustynię Syryjską i wspomóc wojska arabskie operujące w Syrii. Przejście Chalida przez Pustynię Syryjską w późniejszej tradycji islamu stało się czynem wręcz legendarnym, „problem polega jednak na tym, że opisy tej wyprawy, choć tak żywe, są bardzo zawikłane. [...] niektóre źródła sugerują, iż obrał on długi południowy szlak przez Dumat al-Dżandal, a inne zapewniają, że szedł w kierunku północnym przez Palmirę. Na korzyść obydwu tych wersji przemawiają dobre argumenty i nie da się rozstrzygnąć, która z nich jest prawdziwa”. Patricia Crone neguje w ogóle fakt zainicjowania podboju Iraku przez Chalida, argumentując, iż zaprzeczają temu źródła niemuzułmańskie. Według Sebeosa (ok. 661) Arabowie podzielili swoje armie po pierwszych sukcesach w Syrii i wysłali jeden oddział do Iraku, a Kronika Chuzestanu (ok. 680) zna Chalida jedynie jako zdobywcę Syrii. Ten pogląd wiąże się z przypisywaniem przez Crone dowództwa nad pierwszymi wielkimi wyprawami do Syrii jeszcze Prorokowi, i według niej to właśnie Mahomet miał wysłać Chalida do Syrii poprzez Dumat al-Dżandal „miasto, które ten miał podbić ponownie podczas swej późniejszej kampanii w Iraku, chociaż jest to nieprawdopodobne odejście od Al-Hiry”.
W Syrii Chalid zaskoczył wojowników Ghassanidów na równinie Mardż Rahit, zdobył Bosrę, po czym na czele swych oddziałów wziął udział w bitwie pod Adżnadajn. Po śmierci Abu Bakra Umar odebrał naczelne dowództwo sił muzułmańskich w Syrii Chalidowi i na jego miejsce ustanowił Abu Ubajdę. Dokładna data i okoliczności tej zmiany są niejasne, ze względu na sprzeczne relacje różnych źródeł. Jak jednak zauważa Hugh N. Kennedy: „Arabskie źródła narracyjne dumnie opisują Chalida jako dowodzącego najbardziej efektywnie, nawet jeśli Umar usunął go ze stanowiska naczelnego wodza”. Chalid brał udział w zdobyciu Damaszku i tradycja przypisuje mu udany szturm na jego Bramę Wschodnią, podczas gdy po zachodniej stronie miasta oblężeni mieli negocjować warunki pokojowej kapitulacji. Ta skomplikowana narracja być może stanowi próbę rozwiązania zagadnienia, czy miasto zdobyto przy użyciu siły, czy dzięki układowi, co miało decydujące znaczenie dla jego prawnego statusu pod rządami muzułmańskimi. Następnie Chalid brał udział jako głównodowodzący lub podkomendny Abu Ubajdy w bitwie nad rzeką Jarmuk, przy czym niezależnie od piastowanego stanowiska, to on miał opracować taktykę, która przyniosła zwycięstwo muzułmanom. Wziął także udział w zdobyciu Himsu i Kinnasrin, przy czym w tym ostatnim mieście zdecydował się osiąść. Jego syn, Abd ar-Rahman, miał być namiestnikiem Himsu i Al-Dżaziry za Mu’awiji.

## Dziedzictwo

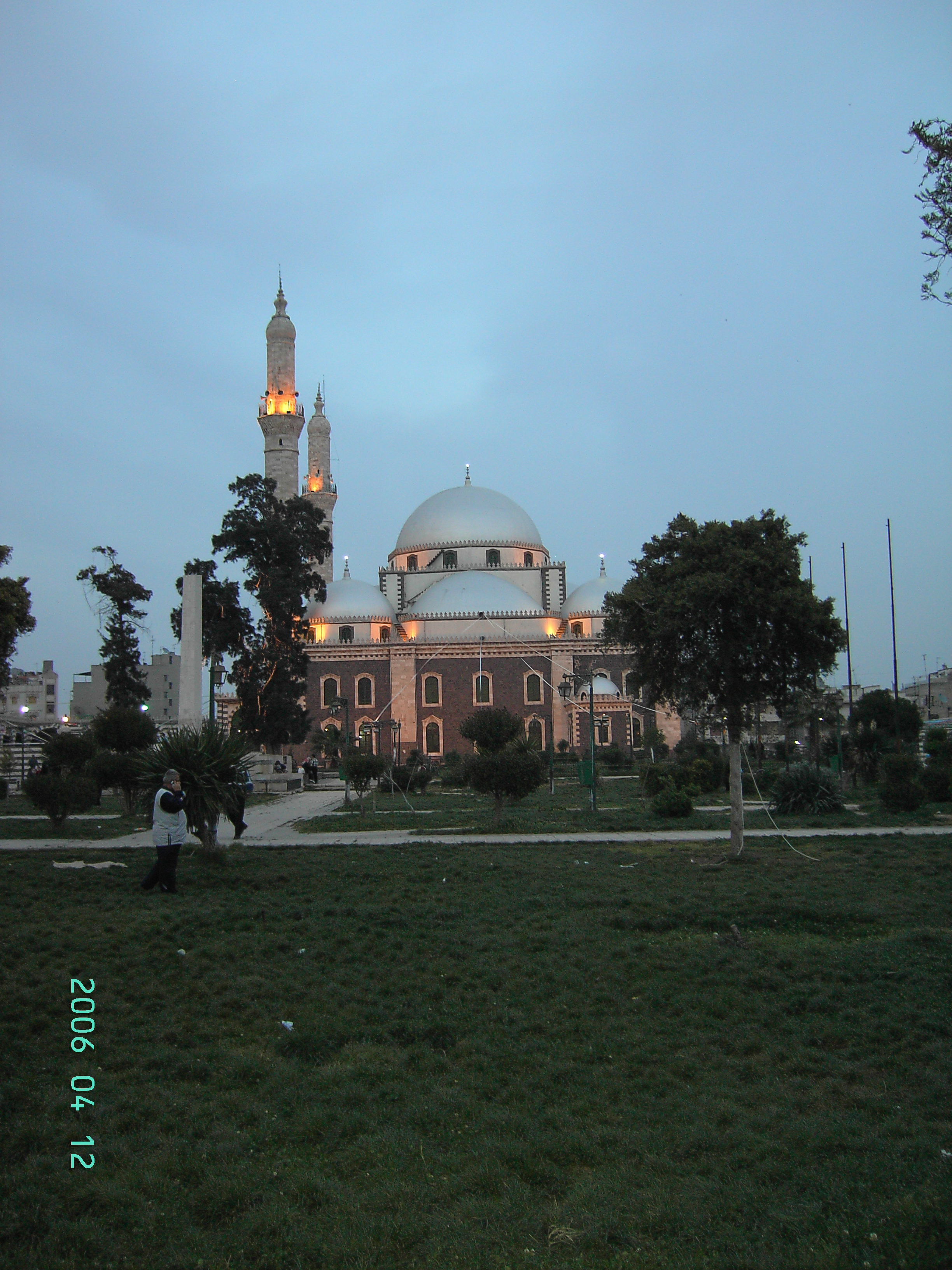
Meczet Chalida ibn al-Walida w Himsie

Pisząc o Chalidzie, Hugh Kennedy zauważa, iż „jego sława wielkiego wodza przetrwała pokolenia i w świecie arabskim nazywa się jego imieniem ulice. Mimo jednak niezaprzeczalnych osiągnięć jego reputacja w źródłach jest niejednoznaczna. Pochodził z jednego z najszlachetniejszych mekkańskich rodów i, jak wielu z jego warstwy społecznej, żywił głębokie podejrzenia wobec Mahometa głoszącego społeczną sprawiedliwość i prosty monoteizm. Nie był w gronie pierwszych nawróconych na islam, a wręcz należał do wrogów Proroka, walcząc przeciwko niemu w bitwie pod Uhud”. Z kolei Patricia Crone stwierdza, iż: „Muzułmańska tradycja niezwykle łatwo go dyskredytuje. Jest on znany jako Sayf Allah, epitet przyznany mu za bitwę z Rzymianami pod Mutą, ale jest on raczej jako taki potępiany, niż celebrowany [...] Późniejsza tradycja może redukować Chalida do Sayf Rasul Allah [tj. Miecza Wysłannika Boga, czyli Mahometa] [...], ale zamiast tego redukuje jego osiągnięcia, częściowo opisując go jako samowolnego, czego przykładem są jego występki, a częściowo przez przypisanie Umarowi jego dymisji, chociaż, jak zauważył de Goeje, Umar musiał przeciwnie ustanowić go naczelnym dowódcą na pierwszym miejscu”.